# Sagawa Ryosuke
Ryosuke Sagawa (sinh ngày 17 tháng 7 năm 1993) là một cầu thủ bóng đá người Nhật Bản.

## Sự nghiệp câu lạc bộ
Ryosuke Sagawa đã từng chơi cho YSCC Yokohama.